# Charte culturelle bretonne
La Charte culturelle bretonne est un acte qui a été signé le 4 octobre 1977, par la République française, l’Établissement public régional de Bretagne (appellation de la région dans le document) et les conseils généraux des Côtes-du-Nord (aujourd’hui Côtes-d'Armor), du Finistère, d'Ille-et-Vilaine, du Morbihan et aussi de la Loire-Atlantique. Pour la première fois, la « personnalité culturelle » de la Bretagne est officiellement reconnue et cette charte se donne pour but d’en assurer la pérennité. Son principe avait été accepté par le Président de la République Valéry Giscard d’Estaing et officialisé le 8 février lors d’un discours à Ploërmel, répondant ainsi à une demande des Bretons. En 1978 est créé le Conseil Culturel de Bretagne et en 1981 l’Institut culturel de Bretagne par le Conseil régional de Bretagne et le Conseil général de la Loire-Atlantique, ces nouveaux organismes se substituent à la Charte.

## Définition de la Charte
Cette culture se trouve dans divers modes d’expressions artistiques, dans les traditions populaires et les langues : le breton, une langue celtique et le gallo, une langue romane. Considérant qu’il ne s’agit pas simplement d’un patrimoine populaire et rural, les signataires entendent se donner les moyens de faire vivre une culture bretonne « ouverte sur l'extérieur et sur l'avenir » et dans un premier temps d’en collationner, d’en fixer et d’en développer les éléments en incitant et promouvant la création. Les langues doivent faire l’objet d’un soin particulier dans l’enseignement, la radio et la télévision.
La Charte prévoit la fondation d’un Conseil culturel de Bretagne (Kuzul Sevenadurel Breizh) dont le rôle sera d’associer les différents intervenants, d’impulser des projets et de les coordonner, de donner son avis quant aux décisions  financières. Les crédits d’investissement sont financés par moitié par l’État et par la Région, les crédits de fonctionnement le sont, de la même manière, par l’État et les conseils généraux. Le pouvoir de décision en la matière est donné à la Région, la Charte jouant le rôle d’intermédiaire. 

## Points fondamentaux

### Enseignement
Les signataires de la Charte affirment que les langues et la culture bretonnes ont leur place dans l’enseignement et l’État s’engage à en assumer les dépenses. 
- de nouveaux programmes d’enseignement du patrimoine doivent être mis en place sur l’ensemble de la Bretagne, le ministère de l’Éducation nationale jouant un rôle de premier plan.
- l’enseignement du breton est possible de manière facultative dès le cycle secondaire et pourra devenir la seconde langue vivante, avec option pour le baccalauréat.
- le ministère de l’Éducation nationale doit assurer la formation des enseignants tant par la formation continue que dans les Écoles normales. Le secteur de la recherche historique et culturelle va être développé sur le plan universitaire.

### Diffusion
La radio et la télévision doivent progressivement jouer un rôle grandissant dans la diffusion de la culture et de la langue 
- la durée des émissions radiodiffusée en langue bretonne sera graduellement allongée dès la signature de la charte
- il en sera de même pour la télévision et particulièrement pour la chaîne France 3 qui a une vocation régionale
- mise en place d’un Comité régional consultatif de l’audiovisuel, composé de représentants de la Région, d’élus locaux et de professionnels

### Patrimoine
- une agence technique régionale (ATR – association loi de 1901) est créée avec pour rôle la gestion des matériels des collectivités et associations, la formation des intervenants, la participation à la conservation du patrimoine culturel et la diffusion de supports promotionnels. Elle travaille en collaboration avec le Conseil culturel de Bretagne
- compte tenu de l’importance des associations culturelles bretonnes, la Charte prévoit de leur accorder un soutien financier et technique
- un effort particulier va être engagé pour la conservation et la restauration du patrimoine architectural, notamment les églises, les chapelles et les calvaires, mais aussi l’habitat et le mobilier intérieur
- création de l'Institut culturel de Bretagne, espace de rencontre destiné à l’étude, la recherche et la collecte d’information
- création du Conseil culturel de Bretagne qui participe aux discussions de répartition financière et propose aux assemblées régionales des orientations de la politique culturelle